# Tarteric
Tarteric és un indret del terme municipal de Tremp, al Pallars Jussà, dins de l'antic terme de Fígols de Tremp.
Està situat a ponent de Montllobar, a ponent i al sud de la carretera C-1311, a l'alçada del punt quilomètric número 12, al capdamunt del barranc de Montllobar.